# إميلي رودجرز
إميلي رودجرز (بالإنجليزية: Emily Rodgers)‏ هي مغنية مؤلفة وملحنة أمريكية، ولدت في 8 نوفمبر 1980 في جونسون سيتي في الولايات المتحدة.